# وایلد ثورنبریز
وایلد ثورنبریز یا حیات وحش خانوادهٔ تورن‌بری (به انگلیسی: The Wild Thornberrys) انیمیشن سریالی آمریکایی می‌باشد که توسط آرلن کلاسکی، گابور چسوپو و استیو پیپون، دیوید سیلورمن و استیون ساستارزاک برای شبکهٔ نیکلودئون ساخته شده‌است.